# Castello di Beaumaris
Il castello di Beaumaris (in inglese: Beaumaris Castle; in gallese: Castell Biwmares) è un castello fortificato della cittadina di Beaumaris, nell'isola gallese di Anglesey (Galles nord-occidentale), costruito a partire dal 1295 per volere di Edoardo I d'Inghilterra (1272-1307) e su progetto di Giacomo Di San Giorgio. I lavori di costruzione si interruppero, senza giungere al completamento, nel 1320 o nel 1330.
È la più recente e la più grande delle otto fortezze volute da Edoardo I durante la sua conquista del Galles e fa parte, assieme ai castelli di Caernarfon, di Conwy e di Harlech, del cosiddetto "Anello di Ferro" e come tale è inserito dall'UNESCO nel patrimonio dell'umanità dal 1986. L'edificio, uno dei castelli concentrici meglio conservati della Gran Bretagna, è ora posto sotto la tutela del Cadw.

## Origini del nome
Il nome del castello, che ha dato anche il nome della località, deriva dal normanno beau mareys, che significa "vera palude" e fa riferimento al luogo in cui l'edificio fu costruito.

## Storia

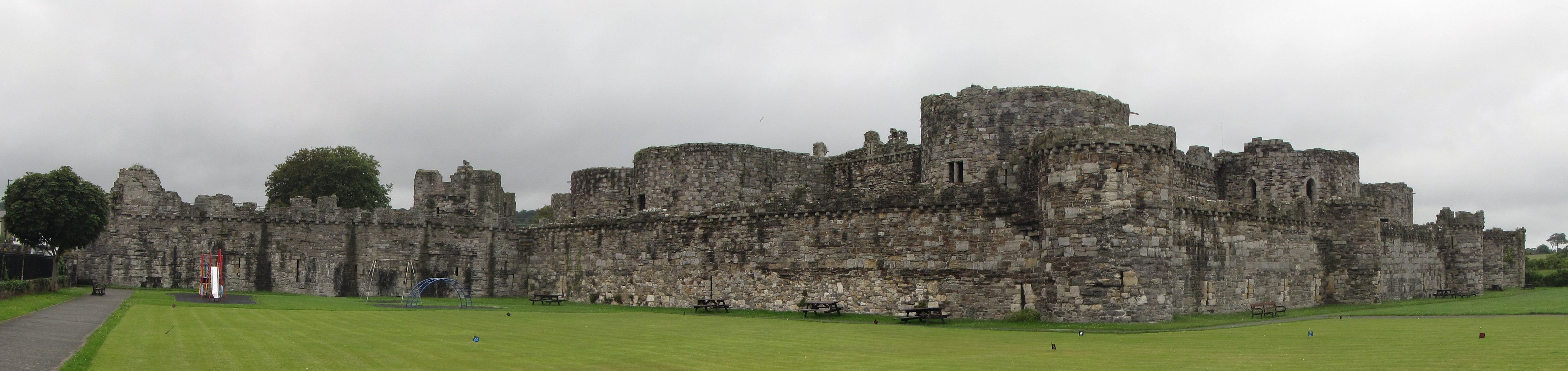
Anglesey (Galles): il castello di Beaumaris

La costruzione fu decisa da Edoardo I d'Inghilterra nell'aprile del 1295 per arginare un'insurrezione da parte della popolazione del nord del Galles guidata da Madog ap Llywelyn iniziata nel 1294. Il progetto fu affidato al celebre architetto militare Giacomo Di San Giorgio e la costruzione iniziò nel 1295.
Per realizzare l'edificio, eretto - come detto - su una palude, furono impiegate oltre 3.500 persone, ovvero circa 1 millesimo di quello che era allora l'intera popolazione dell'Inghilterra e del Galles messi insieme. Per trasportare il materiale usato per la costruzione fu sfruttato l'accesso dal mare.
La costruzione, costata 14.400 sterline, terminò nel 1320 o nel 1330, ma rimase incompleta rispetto al progetto originale a causa della mancanza di fondi. Il castello fu assediato dai repubblicani nel 1648, nel corso della guerra civile inglese, ma si salvò dalla distruzione.

## Galleria d'immagini

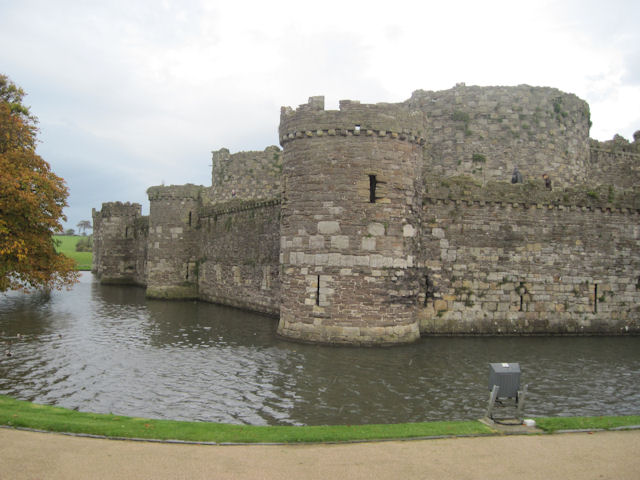
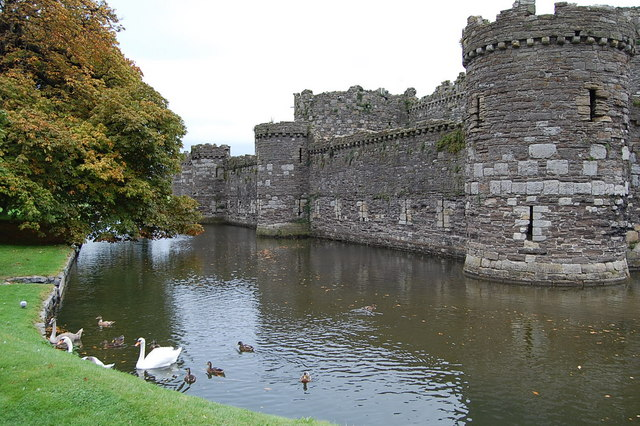
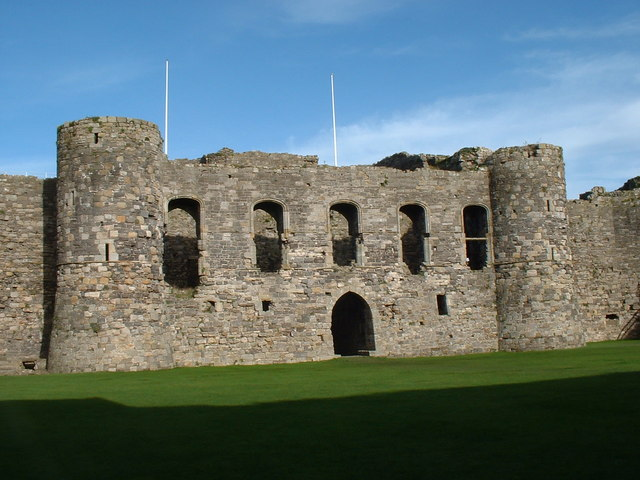
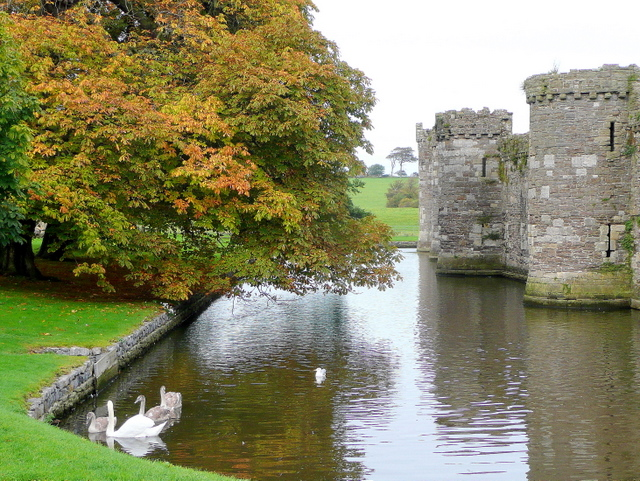
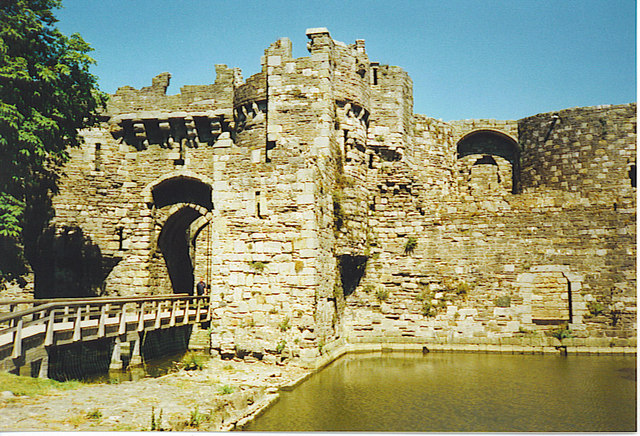